# Университет „Пари-Дофин“
Вижте пояснителната страница за други значения на Дофин.
Университетът „Пари-Дофин“ (université Paris-Dauphine) е висше учебно заведение (établissement d’enseignement supérieur), част от Парижкия Университет за наука и литература (université Paris sciences et lettres - PSL). В него се изучават предимно икономически науки, но също така и математика, когнитивни науки, социология и др.
Създаден е в 1971 г., след реорганизация на Парижкия университет и приема сегашното си име "université Paris-Dauphine -PSL" през 2004 г. "Порт Дофин" е исторически квартал и мястото, където са били построени сгради на НАТО. След като Шарл дьо Гол изважда Франция от военния съюз и нарежда изнасянето на централата на организацията от Париж в тях се е нанесъл част от Парижкия университет.

## Известни преподаватели
- Владимир Арнолд (1937 – 2010), съветски, руски и френски математик

## Известни възпитаници
- Жак Атали (p. 1943), френски икономист и есеист
- Оливие Бланшар (р. 1948), главен икономист в МВФ
- Яи Бони (р. 1952), бенински банкер и политик
- Марк Леви (р. 1961), френски писател
- Пиер Розанвалон
- Насим Талеб (р. 1960), ливански и американски икономист и есеист
- Седрик Вилани, Филдсов медалист
- Пиер-Луи Лион, Филдсов медалист

## Почетни доктори
- Едмунд Фелпс, професор по политическа икономия в Колумбийския университет
- Хенри Минцбърг, професор по мениджмънт на Университета Макгил
- Оливър Харт, професор по икономика в Харвардския университет
- Майрън Шоулс, канадски икономист, работещ в САЩ, един от създателите на уравнението на Блек-Шоулс
- Джоузеф Стиглиц, професор по икономика в Колумбийския университет, носител на Нобелова награда за икономика за 2001 г.